# Amphidiscella monai
Amphidiscella monai är en svampdjursart som beskrevs av Konstantin R. Tabachnick och Claude Lévi 1997. Amphidiscella monai ingår i släktet Amphidiscella och familjen Euplectellidae. Inga underarter finns listade i Catalogue of Life.